# Ptecticus longipes
Ptecticus longipes är en tvåvingeart som beskrevs av Walker 1861. Ptecticus longipes ingår i släktet Ptecticus och familjen vapenflugor. Inga underarter finns listade i Catalogue of Life.